# Trachyphyllum elongatum
Trachyphyllum elongatum là một loài rêu trong họ Pterigynandraceae. Loài này được Dixon & P. de la Varde mô tả khoa học đầu tiên năm 1925.